# Proceedings of the California Academy of Sciences
Proceedings of the California Academy of Sciences (abreviado Proc. Calif. Acad. Sci.) es una revista ilustrada con descripciones botánicas que fue editada por la Academia de Ciencias de California. Se publicaron 7 volúmenes en los años 1854-1876.